# ’Allo ’Allo! (seria 6)
Premierowa emisja szóstej serii serialu ’Allo ’Allo! miała miejsce od 2 września do 21 października 1989 roku. Scenarzystami byli Jeremy Lloyd i David Croft. Ten ostatni był także reżyserem dwóch pierwszych odcinków szóstej serii, natomiast w kolejnych sześciu w tej roli zastąpił go Martin Dennis. Z powodu śmierci Dereka Royle’a w rolę Ernesta LeClerca musiał wcielić się Robin Parkinson. Każdy z odcinków szóstej serii liczy 30 minut.

## Obsada
- Gorden Kaye jako René Artois
- Carmen Silvera jako Madame Edith
- Vicki Michelle jako Yvette
- Sue Hodge jako Mimi Labonq
- Richard Marner jako pułkownik von Strohm
- Sam Kelly jako kapitan Geering
- Gavin Richards jako Alberto Bertorelli
- Guy Siner jako porucznik Gruber
- Kim Hartman jako Helga
- Richard Gibson jako Herr Flick
- John Louis Mansi jako von Smallhausen
- Hilary Minster jako generał von Klinkerhoffen
- Rose Hill jako Madame Fanny
- Derek Royle jako Ernest LeClerc
- Kirsten Cooke jako Michelle
- Kenneth Connor jako Monsieur Alfonse
- John D. Collins jako Fairfax
- Nicholas Frankau jako Carstairs
- Moira Foot jako Denise Laroque
- Carole Ashby jako Louise

## Odcinki
| Numeracja | Oryginalny tytuł                       | Premiera w TV        |
| --------- | -------------------------------------- | -------------------- |
| 6x01      | The Ghost of René                      | 2 września 1989      |
| 6x02      | It's Raining Italians                  | 9 września 1989      |
| 6x03      | The Goose and the Submarine            | 16 września 1989     |
| 6x04      | Playing Dead Again                     | 23 września 1989     |
| 6x05      | Disguised Intelligence                 | 30 września 1989     |
| 6x06      | Fence Painting                         | 7 października 1989  |
| 6x07      | Tha Marriage of Ernest & Fanny Leclerc | 14 października 1989 |
| 6x08      | Von Klinkerhoffen's Breakdown          | 21 października 1989 |

## Fabuła

### Odcinek 1
Ruch oporu postanawia zbudować w grobie brata bliźniaka René centrum komunikacyjne. Generał von Klinkerhoffen zauważa podejrzane prace na cmentarzu i żeby wyjaśnić tę sprawę, nakazuje przesłuchać przedsiębiorcę pogrzebowego – Monsieur Alfonse’a. Herr Flick i von Smallhausen w celu oszukania ruchu oporu rozpoczynają kurs języka angielskiego.

### Odcinek 2
Generał von Klinkerhoffen planuje przechytrzyć ruch oporu, jednak w tym celu potrzebuje dobrego planu. René zostaje poinformowany przez Grubera o podstępie Gestapo. Michelle chcąc wprowadzić w błąd Herr Flicka i von Smallhausena, postanawia ucharakteryzować mieszkańców kawiarni.

### Odcinek 3
Żołnierze generała von Klinkerhoffena aresztują Herr Flicka i von Smallhausena. Helga dostaje rozkaz poślubienia Herr Flicka, dzięki czemu generał będzie informowany o każdym jego ruchu. Po angielskich lotników znajdujących się w kanale nareszcie przypływa okręt podwodny, która ma umożliwić im powrót do kraju.

### Odcinek 4
Kolejna próba ucieczki Fairfaksa i Carstairsa do Anglii kończy się niepowodzeniem. Lotnicy zostają uwięzieni w chateau, a Michelle wymyśla szalony plan ich odbicia. W chateau zjawiają się też przebrani za oficerów wyższej rangi Herr Flick i von Smallhausen.

### Odcinek 5
Michelle by dostać się do chateau, planuje porwać samochód z oficerami wywiadu i zabrać im mundury. W zatrzymaniu auta pomagają między innymi Monsieur Leclerc i Madame Fanny. Za podszywanie się pod oficerów wyższej rangi Herr Flick i von Smallhausen zostają aresztowani.

### Odcinek 6
Pułkownik von Strohm zastanawia się, jaka będzie reakcja generała von Klinkerhoffena, gdy ten dowie się o ucieczce angielskich lotników z chateau. By mieć pieniądze na życie po ewentualnej ucieczce za granicę, decyduje się sprzedać obraz Upadłej Madonny. Dzieło van Klompfa ma kupić paser, którym okazuje się Monsieur Alfonse, a transakcja ma zostać dokonana w Cafe René.

### Odcinek 7
Do generała dociera informacja, że angielscy lotnicy uciekli z chateau. Wściekły von Klinkerhoffen grozi wysadzeniem Nouvion, jeśli Fairfax i Carstairs nie zostaną odnalezieni. Wielkimi krokami zbliża się ślub Monsieur Leclerca i Madame Fanny. Dla Michelle jest to kolejna okazja do wysłania lotników do kraju.

### Odcinek 8
René dowiaduje się, że ludzie generała umieścili w kanale pod jego domem bombę. Zdenerwowany postanawia udzielić informacji o miejscu pobycia Anglików, jednak powstrzymuje go Louise z komunistycznego ruchu oporu. Ma ona pomysł, jak zatrzymać szalonego generała von Klinkerhoffena.